# Vera Călin
Vera Călin (născută Clejan), (n. 17 februarie 1921, București – d. decembrie 2013, Los Angeles, SUA) a fost o esistă și traducătoare română, profesoară de literatură comparată la Universitatea București, emigrată în SUA.

## Biografie
S-a născut într-o familie evreiască. Tatăl ei a fost Herman Clejan, arhitect, cel care a proiectat Galeriile Lafayette, în prezent Magazinul Victoria din București, și Palatul Braunstein care adăpostește "Galeriile Cupola" din Iași. Vera Călin a fost forțată din cauza legilor antisemite să urmeze școli evreiești. Absolventă facultății de Litere și Filosofie a Universității din București (1946).
Debutează în vara anului 1944 în paginile cotidianului „Ecoul”. În 1950 a debutat editorial cu volumul „Un prieten al celor asupriți: Charles Dickens”. După al Doilea Război Mondial a lucrat ca redactor la Editura de stat pentru literatură (ESPLA).
A fost căsătorită cu un medic, cu care a avut doi fii. În 1973 a fost invitată ca profesor la Universitatea din Ottawa, Canada. După moartea soțului (1975) a emigrat (1976) în SUA la fiul mai mic.
Între 1977-1978 a fost profesor invitat (visiting professor) la Ierusalim.
Conform criticului Mircea Martin, Vera Călin face parte din grupul ilegaliștilor sau al simpatizanților comuniști (din timpul războiului) care au încercat nu numai „refacerea legăturilor cu tradiția internă, ci și cu tradiția europeană și cu lumea largă, atât în planul literaturii, cât și în planul ideilor.”
A predat la Facultatea de Litere a Universității din București, mai întâi cursuri de limbă engleză, iar mai apoi cursuri de literatură universală și comparată, unde a ajuns profesor universitar în 1970.

## Distincții
- Medalia Muncii (8 martie 1951)[5]

## Scrieri
- Furtuna în cancelarie, piesă de teatru, 1956 (în colaborare cu Silvian Iosifescu)
- Byron, Ed. de stat, 1961
- Curentele literare și evocarea istorică, Editura pentru literatură, București, 1963
- Metamorfozele măștilor comice, Editura pentru literatură, București, 1966
- Alegoria și esențele, Editura pentru literatură universală, București, 1969 (traducere în germană „Auferstellung der Allegorie”, Viena, 1975)[6]
- Romantismul, Editura Univers, București, 1970
- Omisiunea elocventă, Editura enciclopedică română, București, 1973
- Prea târziu: Însemnări californiene, Editura Univers, București, 1997
- Post-scriptum. Însemnări 1997-2002, Inst. Cultural Român, București, 2004[7]

## Traduceri
- Cui îi bate ceasul, de Ernest Hemingway (în Viitorul, 1944?)
- Călătoriile lui Gulliver, 1947
- Hamlet, ESPLA (împreună cu Maria Banuș)
- Jude Neștiutul, de Thomas Hardy, Ed. Paralela 45, 2002